# باري ك. أتكينز
باري ك. أتكينز (بالإنجليزية: Barry K. Atkins)‏ هو ضابط أمريكي، ولد في 2 أغسطس 1911 في أنابولس في الولايات المتحدة، وتوفي في 15 نوفمبر 2005 في ريتشموند في الولايات المتحدة.